# Wiki Loves Folklore
Wiki Loves Folklore (WLF) là cuộc thi nhiếp ảnh quốc tế thường niên được tổ chức trong tháng 2, do các thành viên cộng đồng Wikipedia tổ chức trên toàn thế giới với sự trợ giúp của các chi hội Wikimedia địa phương trên toàn cầu. Người tham gia chụp ảnh về văn hóa dân gian địa phương và di sản phi vật thể trong khu vực của họ, rồi tải lên Wikimedia Commons. Mục đích của sự kiện này nhằm ghi lại truyền thống văn hóa dân gian trên toàn thế giới với mục tiêu khuyến khích mọi người dùng phương tiện truyền thông chụp lại cảnh tượng văn hóa dân gian địa phương của họ và sắp xếp theo giấy phép miễn phí, để rồi sau đó mọi người có thể sử dụng lại không chỉ trong Wikipedia mà ở cả những nơi khác nữa.